# كرايغ واتسون (لاعب غولف)
كرايغ واتسون (بالإنجليزية: Craig Watson)‏ هو لاعب غولف بريطاني، ولد في 1966 في غلاسكو في المملكة المتحدة.